# 稲嶺進
稲嶺 進（いなみね すすむ、1945年（昭和20年）7月17日 - ）は、日本の政治家。元沖縄県名護市長（2期）。

## 来歴
沖縄県国頭郡久志村（現：名護市字三原）生まれ。久志村立三原小学校、琉球政府立宜野座高等学校卒業。1971年（昭和46年）3月、琉球大学法文学部卒業。1972年（昭和47年）1月、名護市役所に就職し、厚生課に配属される。その後、名護市総務部長や収入役を経て、2005年（平成17年）に名護市教育長に就任。以後4年間同市教育長を務める。2010年（平成22年）1月24日執行の名護市長選挙に「普天間飛行場県内移設反対」を掲げて出馬し、初当選した。同年2月8日、市長に就任。
2013年（平成25年）5月27日、翌年1月の市長選に再選を目指して出馬する意向を表明し、2014年（平成26年）1月19日投開票の名護市長選挙で再選。同年2月、キャロライン・ケネディ駐日米大使と会談し、米軍普天間飛行場の名護市辺野古への移転反対をあらためて表明したが、ケネディからは明確な回答は得られなかった。

## 名護市長選挙
2010年名護市長選挙
2009年（平成21年）の政権交代により誕生した民社国連立政権の鳩山由紀夫内閣は、沖縄県宜野湾市の普天間飛行場の代替施設移設問題では県外・国外移設を主張し、民主党は第45回衆議院議員総選挙のマニフェストでも普天間飛行場の県外、国外移設を掲げていた。しかし、代替施設の建設先が決められないまま名護市長選挙を迎え、民主・共産・社民・国民新・そうぞう・沖縄社会大衆6党は名護市辺野古への移設に反対する前名護市教育長の稲嶺を擁立。1月24日に行われた市長選で稲嶺は辺野古への移設を容認する姿勢を示していた現職の島袋吉和（自民党・公明党の推薦は受けなかった）を破り、初当選した。
稲嶺は当選後の会見で、「私は辺野古の海に基地を造らせないとの公約を信念をもって貫いていきたい」と発言した。1996年（平成8年）に、同市辺野古が、普天間基地の移設先に浮上して以来、稲嶺は初の移設反対派の市長である。
しかし、鳩山は2010年（平成22年）5月28日、日米両政府は普天間移設に関する共同声明を正式に発表し、移設先を同市のキャンプ・シュワブ辺野古崎地区とこれに隣接する水域とした。これに反発する稲嶺を支援するため「久辺3区 稲嶺進を支える会」が設立され、地元の合意を得るのは困難になるという声が出ている。辺野古への移設を決定した日米共同声明の発表に沖縄県知事の仲井眞弘多や稲嶺は不快感を表明した。
※当日有権者数：44,896人 最終投票率：76.96%（前回比：＋1.98pts）
| 候補者名 | 年齢 | 所属党派 | 新旧別 | 得票数   | 得票率 | 推薦・支持                                                             |
| -------- | ---- | -------- | ------ | -------- | ------ | ---------------------------------------------------------------------- |
| 稲嶺進   | 64   | 無所属   | 新     | 17,950票 | 52.31% | （推薦）民主党・共産党・社民党・国民新党・沖縄社会大衆党・政党そうぞう |
| 島袋吉和 | 63   | 無所属   | 現     | 16,362票 | 47.69% |                                                                        |

2014年名護市長選挙
2013年（平成25年）12月27日、沖縄県知事の仲井眞弘多が普天間飛行場の移設先である名護市辺野古の、政府の埋め立て申請を承認する意向を表明。さらに仲井眞は、翌年1月の名護市長選挙において辺野古への移設推進を掲げる末松文信（元沖縄県議会議員・名護市副市長）への支持を表明した。これに対し稲嶺は、2010年の市長選に引き続き辺野古への移設反対を表明し、沖縄社会大衆党、日本共産党、社会民主党、生活の党の推薦を受け、再選を目指して出馬。1月19日投開票の名護市長選挙において、自民党推薦の末松文信を4千票超の差で破り、再選。
※当日有権者数：46,582人 最終投票率：76.71%（前回比：-0.25pts）
| 候補者名 | 年齢 | 所属党派 | 新旧別 | 得票数   | 得票率 | 推薦・支持                                       |
| -------- | ---- | -------- | ------ | -------- | ------ | ------------------------------------------------ |
| 稲嶺進   | 68   | 無所属   | 現     | 19,839票 | 55.85% | （推薦）共産党・生活の党・社民党・沖縄社会大衆党 |
| 末松文信 | 65   | 無所属   | 新     | 15,684票 | 44.15% | （推薦）自由民主党                               |

2018年名護市長選挙
2018年（平成30年）の任期満了に伴う名護市長選挙は、沖縄県宜野湾市の普天間飛行場の辺野古移設を着実に進めたい安倍政権と、反基地を貫く翁長知事率いるオール沖縄勢力との「代理戦争」として位置づけられ、同年秋に控える沖縄県知事選の前哨戦として両陣営は国政選挙並みの総力戦を展開し、全国的に高い注目を集めた。
現職の稲嶺は2010年、2014年の市長選に引き続き辺野古への移設反対を表明し、社民党・日本共産党・自由党|自由党・沖縄社会大衆党・民進党・立憲民主党の推薦を受け、再選を目指して出馬したが、新人の渡具知武豊に得票率9.2%の大差をつけられ落選。
※当日有権者数：49,372人 最終投票率：76.92%（前回比：＋0.21pts）
| 候補者名   | 年齢 | 所属党派 | 新旧別 | 得票数   | 得票率 | 推薦・支持                                                                |
| ---------- | ---- | -------- | ------ | -------- | ------ | ------------------------------------------------------------------------- |
| 渡具知武豊 | 56   | 無所属   | 新     | 20,389票 | 54.6%  | 自由民主党・公明党・日本維新の会                                          |
| 稲嶺進     | 72   | 無所属   | 現     | 16,931票 | 45.4%  | （推薦）社民党・共産党・自由党・沖縄社会大衆党・民進党 （支持）立憲民主党 |

## 政策
- 市長2期8年の間、常に子どもを政策の中心にしてきたとし、子育て環境のさらなる充実を訴える[16]。
- 辺野古新基地について「海にも陸にも新しい基地は造らせない」との公約を堅持する[16]。
- ネオパークオキナワにパンダを誘致して、観光資源にすると表明している[17]。上野動物園の赤ちゃんパンダ香香では200億円以上の経済効果があったように、一部の人からは経済効果が期待されているが、立地等の問題から否定的な声も多い。パンダの維持には年間3億円がかかるとされる[18]が、この3億円は税金ではなく民間の基金やパンダ株で賄う予定である。

## 人物
- 市長就任前から10年近く、毎朝自宅近くの小学校前で交通安全指導を続けた[16]。
- 日課はジョギングで、マラソン後でも筋肉痛一つしない[16]。
- 2019年11月17日、憲法9条の改正に反対する首長や首長経験者による「全国首長九条の会」の結成総会が、明治大学のリバティータワーで開かれた。同日時点の呼び掛け人・賛同者は131人で、うち現職は13人。稲嶺は8人の共同代表のひとりに選ばれた[19][20][21]。

## 著作
- 新垣 毅、稲嶺 進、高里 鈴代、高木 吉朗、宮城 秋乃、木村 草太、紙野 健二、前川 喜平、安田 浩一『これが民主主義か?　辺野古新基地に“NO”の理由』影書房、2021年1月。ISBN 4-87714-487-0。